# Pesqueira
Pesqueira est une ville brésilienne du centre de l'État du Pernambouc. 

## Apparition mariale de Cimbres
Les apparitions mariales de Cimbres sont l'ensemble des manifestations mariales qui ont eu lieu en 1936 et 1937 dans le village de Cimbres, 8° 21′ 44,5″ S, 36° 48′ 42,5″ O.